# Gorj (distrikt)
Gorj er et distrikt i Oltenien i Rumænien med 387.308 (2002) indbyggere. Hovedstad er byen Târgu Jiu.

## Byer
- Târgu Jiu
- Motru
- Rovinari
- Bumbeşti-Jiu
- Târgu Cărbuneşti
- Turceni
- Tismana
- Novaci
- Ţicleni

## Kommuner
| - Albeni - Alimpeşti - Aninoasa - Arcani - Baia de Fier - Bălăneşti - Băleşti - Bărbăteşti - Bengeşti | - Berleşti - Bâlteni - Bolboşi - Borăscu - Brăneşti - Bumbeşti-Piţic - Bustuchin - Câlnic - Căpreni | - Cătunele - Ciuperceni - Crasna - Cruşeţ - Dănciuleşti - Dăneşti - Drăgoteşti - Drăguţeşti - Fărcăşeşti | - Glogova - Godineşti - Hurezani - Ioneşti - Jupâneşti - Leleşti - Licurici - Logreşti - Mătăsari | - Muşeteşti - Negomir - Padeş - Peştişani - Plopşoru - Polovragi - Prigoria - Roşia de Amaradia - Runcu | - Săcelu - Samarineşti - Săuleşti - Schela - Scoarţa - Slivileşti - Stăneşti - Stejari - Stoina | - Ţânţăreni - Teleşti - Turburea - Turcineşti - Urdari - Văgiuleşti - Vladimir |

45°02′N 23°18′Ø / 45.04°N 23.3°Ø